# Fabien Doubey
Fabien Doubey (ur. 21 października 1993 w Viriat) – francuski kolarz szosowy i przełajowy.
Doubey jest medalistą mistrzostw Francji w kolarstwie przełajowym.

## Osiągnięcia

### Kolarstwo szosowe
Opracowano na podstawie:
2019
- 4. miejsce w Trofeo Matteotti

2020
- 11. miejsce w Paryż-Nicea

2024
- 5. miejsce w Tour du Rwanda

### Kolarstwo przełajowe
Opracowano na podstawie:
2011
- 2. miejsce w mistrzostwach świata juniorów

## Rankingi

### Kolarstwo szosowe
| Rok             | 2016  | 2017  | 2018  | 2019 | 2020 | 2021  | 2022 | 2023  | 2024 |
| --------------- | ----- | ----- | ----- | ---- | ---- | ----- | ---- | ----- | ---- |
| World Ranking   | 1925. | 1344. | 1491. | 487. | 381. | 1988. | 599. | 1315. | 783. |
| UCI Europe Tour | 1278. | 972.  | 1360. | 375. | 313. | 1346. | 463. | -     | -    |
| UCI Asia Tour   | -     | -     | 312.  |      |      |       |      |       |      |
|                 |       |       |       |      |      |       |      |       |      |
| Źródło: UCI     |       |       |       |      |      |       |      |       |      |